# 上瓦尔扎农村居民点
上瓦尔扎农村居民点（俄语：Сельское поселение Верхневарженское）是俄罗斯联邦沃洛格达州大乌斯秋格区所属的一个农村居民点。其下辖有18个居民点，行政中心为米亚金尼齐诺。据2015年统计，该农村居民点的人口为202人。